# شان گوسفنده
بره ناقلا یا شاون گوسفنده (به انگلیسی: Shaun the Sheep) یک مجموعه تلویزیونی کودکانه پویانمایی استاپ‌موشن کمدی صامت بریتانیایی است که توسط آردمن انیمیشن توسعه یافته است و اسپین‌آف از سری فیلم‌های والاس و گرومیت است. شخصیت اصلی این مجموعه شان می‌باشد (این شخصیت با نام شان در فیلمی کوتاه به‌نام اصلاح سه‌تیغ ۱۹۹۵ و Shopper 13 از مجموعه والاس و گرومیت که در سال ۲۰۰۲ ساخته شده‌بود، معرفی شد) این مجموعه بر روی ماجراهای مزرعه‌ای در انگلستان شمالی و رهبر گله تمرکز دارد. این مجموعه نخستین بار در ۵ مارس ۲۰۰۷ در بریتانیا از کانال سی‌بی‌بی‌سی پخش شد و همچنین از کانال بی‌بی‌سی دو نیز پخش شده است. از سال ۲۰۲۰، این مجموعه به صورت جهانی در نتفلیکس پخش می‌شود. در مارس ۲۰۲۴، اعلام شد که سری هفتم مجموعه درحال توسعه است و در سال ۲۰۲۵ پخش خواهد شد. شان گوسفنده، با ۱۷۰ قسمت در طی ۶ سری، یکی از طولانی‌ترین مجموعه‌های پویانمایی در تلویزیون بریتانیا است.
این مجموعه الهام‌بخش اسپین‌آف تیمی تایم بود که برای بینندگان کودک ساخته شده‌بود و داستان آن بر پسرعموی شاون تمرکز دارد. یک فیلم بلند به‌نام شان گوسفنده، در تاریخ ۶ فوریه ۲۰۱۵ در سینما اکران شد. یک فیلم کوتاه ۳۰ دقیقه‌ای به‌نام شان گوسفنده: لاماهای کشاورز، در سال ۲۰۱۵ به مناسب کریسمس از تلویزیون پخش شد. دومین فیلم بلند، شان گوسفنده: فارماگدون، در تاریخ ۱۸ اکتبر ۲۰۱۹ در سینما اکران شد. دومین فیلم کوتاه، شان گوسفنده: پرواز قبل از کریسمس در تاریخ ۳ دسامبر ۲۰۲۱ در نتفلیکس منتشر شد.
در سال ۲۰۲۰، این مجموعه برای سری ششم به نتفلیکس با عنوان Adventures from Mossy Bottom منتقل شد، با این حال، در سال ۲۰۲۲ این مجموعه برای فصل ششم به CBBC منتقل شد.

## داستان
شاون، به‌طور غیرمعمول یک گوسفند باهوش است که با گله‌اش در مرزعه Mossy Bottom که یک مزرعه سنتی در انگلستان شمالی می‌باشد، زندگی می‌کند (نام این مزرعه را می‌توان در ابتدای هر تیتراژ دید)، هر قسمت حول محور تلاش‌های شاون برای ایجاد هیجان برای زندگی خسته‌کنندشان است. بیتزر سگی است که گوسفندان را نگهبانی می‌کند و از دیده شدن گوسفندها توسط صاحبش جلوگیری می‌کند.